# Castello di Maccastorna
Il castello di Maccastorna (o Belpavone) è una struttura militare sorta nel XIII secolo nell'omonima località, in provincia di Lodi.

## Storia
Fu edificato a pianta quadrangolare ma irregolare nel XIII secolo dai ghibellini cacciati da Cremona in prossimità della riva destra dell'Adda.
Insieme a Basiasco, Corno Giovine, Cornovecchio, Pizzighettone e Maleo, Maccastorna costituì il territorio su cui la famiglia Vincemala (Vismara) esercitò il Mero e Misto Impero dal 1272 al 1381.
Nel 1371 venne acquisito dalla nobile famiglia Vismara da Gian Galeazzo Visconti  signore di Milano che nel 1385 lo regalò, assieme al feudo, a Guglielmo Bevilacqua in segno di riconoscimento dell'aiuto per essersi sbarazzato di Bernabò Visconti.
Nel XV secolo la struttura, assieme al feudo di Maccastorna, passò nelle mani di Cabrino Fondulo, condottiero al servizio dei cremonesi Cavalcabò, signori di Cremona. Costui si stabilì nel maniero ed apportò importanti modifiche: edificò le mura di cinta, il fossato con il suo ponte levatoio e le prigioni. Il 24 luglio 1406 diede ospitalità nel castello a Carlo Cavalcabò, cugino di Ugolino Cavalcabò e signore di Cremona, e al suo seguito di ritorno da Milano dopo una visita ai Visconti. Cabrino Fondulo, aiutato dai suoi sgherri, dopo la cena sgozzò gli ospiti e ne buttò i corpi nel pozzo delle taglie. Da allora si narra che nelle sale del castello riecheggino ancora le grida dei morti. Dopo poco si autoproclamò signore di Cremona.
Il castello è rimasto, sino al 1901, in proprietà alla famiglia veronese dei Bevilacqua.
Della struttura originaria sopravvive una porzione delle mura di cinta.